# Аріха (місто)
Аріха (араб. أريحا) — місто на північному заході Сирії, в провінції Ідліб. Розташоване на річці Оронт та на перехресті двох важливих трас: Латакія — Саракіб (місто на трасі Дамаск — Алеппо) та Ідліб — Мааррет-ен-Нууман (місто на трасі Дамаск — Алеппо).

## Історія
Перше поселення на місці міста виникло близько п'яти сторіч тому. Назва міста означає «запах квітів». В римську та візантійську епоху місто Аріха входила до складу Антіохії та було важливим духовним центром. Свого розквіту місто досягло між 240 та 350 рр.. н. е. Пізніше, Омар бен аль-Аас завоював місто у 637 р. Аріха послідовно входило до адміністративного складу Халкіди, Алеппо та після, знову Халкіди. Красу міста відмічав у своїх працях Якут аль-Хамаві. У 1516 ключі від Аріхи отримав султан Салім I, у той час місто відносилося до Джіср-еш-Шугуру. У 1809 році місто отримало статус внутрішньої автономії. В Арісі дотепер можна зустріти велику кількість будівель, похвань, сховищ та стін часів Римської та Візантійської імперій.
3 серпня 2015 року на ринок впав літак Сирійської арабської армії. Загинуло щонайменше 27 чоловік.
Аріха була місцем запеклих боїв між урядовими військами Сирії та бойовиками Фронта аль-Нусра. 24 серпня 2013 бойовикам вдалося захопити місто. Але, через 10 днів натиску, 3 вересня 2013 урядові війська відновили контроль над містом.
В неділю 29 листопада 2015 року літаки Су-34 російських військово-космічних сил завдали бомбового удару по ринку в місті та деяких об'єктах на його околицях. Загинуло від 30 до понад 40 цивільних громадян.